# Ташко Белчев
Вижте пояснителната страница за други личности с името Белчев.
Ташко Белчев (на македонска литературна норма: Ташко Белчев) е славист и писател, палеолингвист от Република Македония. Известен е с тезите си за античните корени на жителите на географската област Македония, както и с твърденията си за наличие на древна, хилядолетна македонска писменост.

## Биография
Белчев е роден на 18 март 1926 година в леринското село Пътеле, Гърция. Завършва основно образованието в родното си село, а средното в Битоля през 1947 година. Участва в гръцката гражданска война 1947 – 1949 г. Като ранен партизанин в полската болница в Корча, Албания той заминава със съпругата си за Полша. През 1960 година се установява в Скопие, Югославия. През 1961 година започва работа във Философския факултет на Скопския университет като асистент в катедрата по славистика. Защитава докторска дисертация през 1972 година в Скопие, където работи като извънреден професор в същата катедра. Ташко Белчев е основател на катедрата по полонистика (катедра за полски език и книжовност). Около 1960 година има идея да възроди вестника „Глас на егейците“, заради което е следен от УДБ-а по съмнение за противодържавна дейност.

## Творби

### Учебници
Автор е на четири университетски учебника:
- Синтакса на современиот македонски литературен јазик, Вроцлав 1957 г. Скопје 1980 година, издавач Фонографика од Скопје;
- Преглед на полската литература, издание на Просветно дело – Скопје 1979 година,
- Руски јазик за студентите од Филолошкиот факултет, Скопје 1984 г. издавач Фонографика од Скопје;
- Руски јазик за студентите од економскиот факултет издание на Универзитетот „Кирил и Методиј“ 1980 година.

### Тетралогии
- Книжевни паралелии, издание на Студентски збор 1982 година;
- Обид за синтеза, издание на Наша книга од Скопје 1989 година.

### Палеолингвистични трудове
- Македонија четири илјадни години писменост цивилизација и култура, книга 1, издание на издавачката куќа „Штрк“ 1993 година;
- Македонија четири илјади години писменост цивилизација и култура, книга 2, издание на издавачката куќа „Штрк" 1996 година;
- Македонија четири илјади години писменост цивилизација и култура, Македонија центар на венетска цивилизација на Балканот и пошироко, книга 3, издание на издавачката куќа „Профа компани" 1995 година;
- Македонија четири илјади години писменост цивилизација и култура – Македонија центар на современата технологија, книга 4, издание на издавачката куќа „Профа компани" 1996 година;
- Орфеј горпеј книга 1, издание на издавачката куќа „Профа компани" 1997 година,
- Орфеј горпеј книга 2, издание на издавачката куќа „Профа компани" 1998 година;
- Орфеј горпеј книга 3, издание на издавачката куќа „Профа компани" 1998 година;
- Орфеј горпеј книга 4, издание на издавачката куќа „Профа компани" 1998 година;
- Орфеј горпеј книга 5, приватно издание 2004 година
- Орфеј горпеј книга 6, приватно издание 2007 година
- Орфеј горпеј книга 7, приватно издание 2008 година
- Орфеј горпеј книга 8, приватно издание 2008 година
- Орфеј горпеј книга 9, приватно издание 2008 година
- Орфеј горпеј книга 10, приватно издание 2008 година
- Орфеј горпеј книга 11, приватно издание 2008 година
- Орфеј горпеј книга 12, приватно издание 2008 година.

### Поезия
- Пориви, Скопје 1962 година,
- Бранот на југовината, Скопје, 1963 година.
- Цар Самоил, поема, Скопје, 1963 година.
- Афродита, поема, 2000 година
- Спомени, 2004 година.

### Проза
Ташко Белчев има издадена сбирка разкази под наслов „Мирка“ (1964), но и други публикации в проза: „Маченици“, издание на БороГрафика 1999 година; „Поклонение“, по теория на литературата, издание 2000 година, „Ронка македонизам вон границите на Македонија“, от историята на Вроцлавския кръжок, издание Скопие 1985 година.
Пише и публикува студии от тетралогията Македония девет милениуми писмена цивилизация и култура, а повечето от тях се издадени в списанията и вестниците: „Македонија за иселениците“, „Македонско сонце", „Ден“, „Вечер“, „Нова Македонија“, „Македонско време", „Јазикот во практика“, „Македонија" вестник на македонските имигранти в Мелбърн, Австралия.